# Cyclura ricordi
Cyclura ricordi är en ödleart som beskrevs av Duméril och Bibron 1837. Cyclura ricordi ingår i släktet Cyclura och familjen leguaner. IUCN kategoriserar arten globalt som starkt hotad. Inga underarter finns listade i Catalogue of Life.
Arten förekommer på Hispaniola i Västindien. Den lever i torra buskskogar.